# Hans Christian Gram
Hans Christian Joachim Gram (n. 13 septembrie 1853, Copenhaga, Danemarca; d. 14 noiembrie 1928) a fost un medic, farmacolog și bacteriolog danez, inventator al unei metode de colorare care a permis clasificarea bacteriilor în două grupe majore, în funcție de caracteristicile tinctoriale ale peretelui bacterian. Tehnica pe care a pus-o la punct, colorația Gram, constituie și în zilele noastre o procedură standard în microbiologia medicală.